# Юліян Радзикевич
Юліян Радзикевич (англ. Julian Radzykewycz; 4 липня 1900 — 4 лютого 1968) — український лікар і письменник.

## Біографія
Народився у Вишеньці Малій (Галичина) у священничій родині о. Петра і Володимири з Пясецьких. Брат Володимира Радзикевича. Закінчив Львівську Академічну гімназію восени 1920 року. Під час навчання в гімназії у 1916 році належав до Пласту.
Під час Першої світової війни — старшина артилерії. 
Закінчивши 1927 року медичний факультет Карлового Університету в Празі, був лікарем в Галичині, згодом в Австрії і Німеччині, з 1949 у США.
У 1930 році Юліян Радзикевич одружився з Антониною, дочкою доктора медицини Омеляна Лебедовича. Сини Юрій, Володимир і Богдан. 
Автор історичних повістей: «Полковник Данило Нечай» (І-ІІ, 1961), «Полум'я» (1963), «Золото і кров» (1967), «Лупулові скарби» (1975).